# Poser (Person)

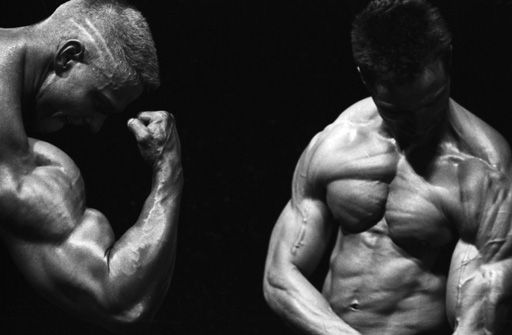
Posing auf einer Bodybuilding-Meisterschaft

Als Poser (englisch = to pose ‚sich geben als‘, ‚posieren‘), seltener auch Poseur, wird pejorativ (abwertend) eine männliche Person bezeichnet, die durch ostentativ zur Schau gestelltes Verhalten oder mithilfe von Äußerlichkeiten wie spezifischer Kleidung ein bestimmtes Bild auf andere darzustellen, bisweilen auch vorzutäuschen, versucht. Darin wird der Wunsch manifest, um jeden Preis aufzufallen. Beabsichtigt ist, den Fokus auf die eigene Person zu richten, also wahrgenommen zu werden. Dies stellt auch eine Form des Selbst-Marketings dar. Die weibliche Form heißt Poserin und wird selten angewandt. 

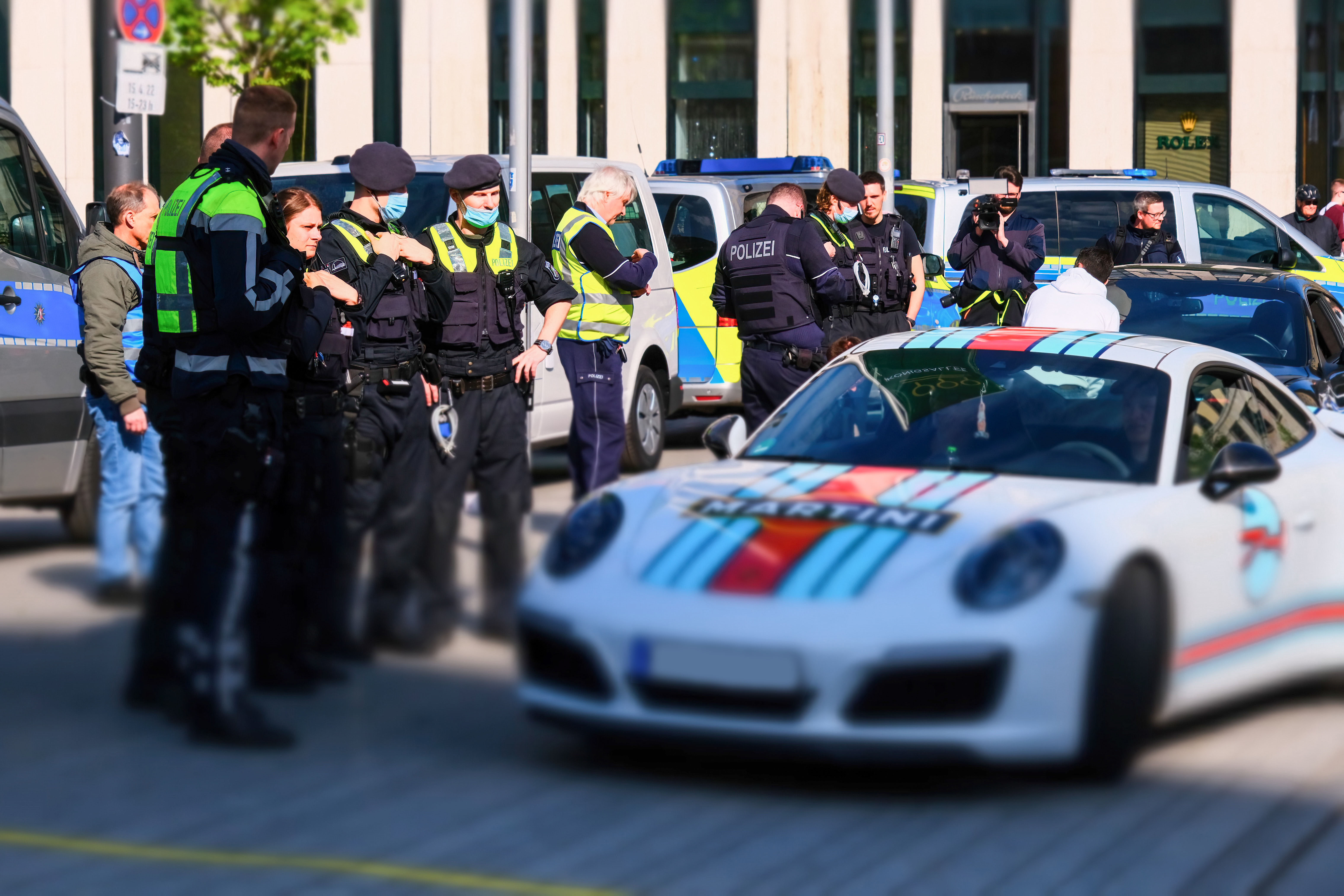
Kontrolle von Autoposern durch die „AG Tuning“ der Düsseldorfer Polizei beim Carfreitag 2022.

Synonyme Bezeichnungen in deutscher Sprache lauten: Effekthascher, Angeber, Prahler, Prahlhans, Windmacher, Dicktuer, Knallprotz.
Durch übersteigertes Zur-Schau-Stellen von Überzeugungen, Gefühlen, Fähigkeiten usw. intendiert der Poser, die Aufmerksamkeit anderer zu erreichen, um eine Form von Anerkennung zu erleben. Das Geltungsbedürfnis, das der Poser in übertriebener Weise zum Ausdruck bringt, lässt auf dessen mangelndes Selbstbewusstsein und Unsicherheit schließen.
Im Bodybuilding wird die Präsentation des trainierten Körpers zur Bewertung Posing genannt, was sich im Englischen mit der herabwürdigenden Bedeutung überschneidet. Jemand, der posiert, heißt aber „the posing one“ und nicht etwa Poser, sei es für Aufnahmen oder als Athlet.
Ein so genannter Autoposer ist eine Person, die im Stadtverkehr auffallend prahlerisch mit einem leistungsstarken oder unzulässig getunten Auto unnötig Runden dreht und eine erhebliche Lärmbelästigung verursacht.
Die jeweiligen Übertretungen werden in Deutschland seit dem 28. April 2020 mit einem Bußgeld von bis zu 100 € geahndet, in einzelnen Gemeinden wie Düsseldorf können bei Wiederholungstätern Zwangsgelder von bis zu 10.000 € verhängt werden. Langsames und gewollt auffallendes Umherfahren nennt sich Cruisen. 
Strand-Poser halten sich an Badestränden auf, um ihren Körper zur Schau zu stellen.

## Musikszene
In den späten 1980er Jahren wurde der Begriff Poser von Magazinen, die sich vordergründig mit dem aufkommenden Speed- oder Thrash Metal befassten, als Schlagwort benutzt sowie später von Anhängern des Grunge. Gemeint waren damit in der Regel entweder Heavy-Metal-Bands mit androgyn wirkendem Äußeren oder Bands, deren Liederstruktur mehr oder minder starke Einflüsse des Pop aufweist. Klare Abgrenzungen und Erkennungsmerkmale gibt es jedoch keine und es wurde als herabwertende Bezeichnung auch wechselseitig eingesetzt.
So richtete sich die vor allem in Deutschland bekannte Band Manowar gegen Poser. Dabei erheben sie den Anspruch des so genannten True Metal für sich. Es werden beispielsweise Motive der nordischen Mythologie und entsprechender Heldensagen aufgegriffen und mit Begriffen wie Ehre, Ruhm und Männlichkeit im „Kampf“ gegen Poser und den „falschen“ Metal vermengt. Um diejenigen zu bekehren, die „dem wahren Metal den Rücken zugekehrt hatten“, holte Sänger Joey DeMaio 1998 zu jeder Show einen jungen Fan mit Metallica-T-Shirt auf die Bühne. Dort wurde er wegen des Shirts lächerlich gemacht, erhielt als Ausgleich ein Manowar-Shirt, und wurde von DeMaio ins Publikum zurückgeschubst. Außerhalb ihrer Fangemeinde wurde ihr eigenes martialisches Auftreten mit Fell, Leder und Schwertern mitunter als lächerlich angesehen. Spiegel online bezeichnete Manowar angesichts des Plattencovers zu Anthology als „schmerzfreieste Poser des gesamten Metal-Genres“.
Keith Kahn-Harris, ein englischer Musikgelehrter, stellt in seinem Buch Extreme Metal fest, dass Metal-Fans manchmal den christlichen Glauben und das Festhalten an der Kirche als Mitgliedschaft einer etablierten Autorität betrachten und daher White-Metal-Bands als „Poser“ angesehen werden. Die Verwendung von christlichen Texten stehe dem „wahren“ Zweck des Metal entgegen, der Individualismus wertschätzt und religiöse Ansichten ignoriert.
Männliches Posing-Verhalten wurde 1991 auch von der britischen Pop-Band Right Said Fred mit dem Lied I’m Too Sexy musikalisch persifliert.